# Zamach na ulicy Ben Jehuda w Jerozolimie
Zamach na ulicy Ben Jehuda w Jerozolimie – zamach terrorystyczny przeprowadzony w dniu 22 lutego 1948 roku przez członków arabskiej organizacji paramilitarnej Armia Świętej Wojny, w Jerozolimie w Brytyjskim Mandacie Palestyny. Do zamachu doszło podczas wojny domowej w Mandacie Palestyny. W wyniku zamachu zginęło 58 osób, a 123 zostały ranne.

## Okoliczności zamachu
Po zdobyciu Jerozolimy przez Brytyjczyków w grudniu 1917 roku, nowe władze Mandatu Palestyny zaczęły planować zmianę zagospodarowania przestrzennego miasta. Podczas panowania osmańskiego poza murami Starego Miasta jedynie sporadycznie wznoszono budynki (wyjątek stanowiły nowo tworzone dzielnice żydowskie). Brytyjczycy postanowili przenieść główne centrum biznesowe miasta w rejon ulicy Jafy. W tym celu w 1922 roku wykupiono kilkadziesiąt hektarów pól i winnic, na których wytyczono nowy przebieg ulic Jafy, króla Jerzego V i Ben Jehuda. Ulice te wyznaczyły trójkąt, pośrodku którego utworzono centrum biznesowe miasta. Bardzo szybko ulica Ben Jehuda stała się jedną z najważniejszych w Jerozolimie. W tej okolicy powstało wiele sklepów, biur i piętrowych domów mieszkalnych.
Przyjęta 29 listopada 1947 roku Rezolucja Zgromadzenia Ogólnego ONZ nr 181 dzieliła Palestynę na dwa państwa: żydowskie i arabskie, z uwzględnieniem utworzenia w obszarze miast Jerozolimy i Betlejem specjalnego obszaru, pozostającego pod międzynarodową ochroną, administrowanego przez Organizację Narodów Zjednoczonych. Strefa międzynarodowa miała pozostawać poza granicami obu państw i być zarządzana przez Narody Zjednoczone, które stawały się gwarantem bezpieczeństwa wszystkich świętych miejsc chrześcijaństwa, islamu i judaizmu w obu miastach. Zadanie wprowadzenia w życie planu podziału otrzymała Komisja Narodów Zjednoczonych do Spraw Palestyny. Społeczność żydowska zaakceptowała plan podziału Palestyny, natomiast Arabowie doprowadzili dzień później do wybuchu wojny domowej w Mandacie Palestyny. Rejon Jerozolimy był najważniejszym punktem sporu w konflikcie izraelsko-arabskim. Przygotowując się do konfrontacji zbrojnej, obie strony uważały, że zwycięstwo w Jerozolimie będzie oznaczać zwycięstwo w całej wojnie. Wszyscy zdawali sobie sprawę z tego, że walki o miasto będą oznaczać walki na całym obszarze Palestyny. W 1947 roku w Jerozolimie żyło około 99 tys. Żydów i 65 tys. Arabów, jednak w otoczeniu miasta żyło ponad 100 tys. Arabów i tylko 2 tys. Żydów. W ten sposób w obszarze miasta występowała prawie dwukrotna przewaga liczebna Arabów.
Początek wojny przybrał postać wojny o drogi, podczas której siły arabskie sparaliżowały żydowską komunikację. W tej sytuacji żydowska organizacja paramilitarna Hagana przystąpiła do zorganizowania uzbrojonych konwojów do Jerozolimy. Pojazdy nie mogły poruszać się samodzielnie i były łączone w konwoje, które bardzo często wpadały w zasadzki i były rozbijane. Żydowscy mieszkańcy Jerozolimy zdawali sobie sprawę z sytuacji i przygotowywali się do nieuchronnej bitwy o Jerozolimę. W następnych miesiącach doszło do szeregu wzajemnych ataków, którym usiłowali zapobiegać brytyjscy żołnierze. Oddzielili oni drutem kolczastym żydowską Zachodnią Jerozolimę od arabskiej Wschodniej Jerozolimy, pilnie strzegąc punktów kontrolnych. Masakra w rafinerii w Hajfie, zamach na hotel Semiramis oraz szereg innych mniejszych ataków, pozwolił obu stronom konfliktu zrozumieć destrukcyjny wpływ, jaki wywierały na ludność cywilną zamachy terrorystyczne. W połowie stycznia 1948 roku doszło do bitwy o Gusz Ecjon, która okazała się wielką porażką Arabów. Siły Abd al-Kadir al-Husajniego straciły wielu zabitych i rannych. Okoliczni arabscy mieszkańcy stracili zaufanie do Armii Świętej Wojny, za którą stał Wielki Mufti Jerozolimy Al-Hadżdż Muhammad Amin al-Husajni. W konsekwencji oznaczało to spadek roli klanu al-Husajnów, a wzrost znaczenia konkurencyjnej Arabskiej Armii Wyzwoleńczej, której oddziały zaczęły wkraczać do Palestyny. Al-Husajni nie był jednak w stanie kontynuować ataków na żydowskie osiedla, i jedynie skoncentrował się na utrzymaniu blokady dróg. Tymczasem sytuacja odizolowanego bloku osiedli Gusz Ecjon była bardzo ciężka – w kibucach brakowało amunicji, leków, materiałów opatrunkowych i przede wszystkim obrońców. Z tego powodu wysłano z Jerozolimy konwój z uzupełnieniami, który 16 stycznia wpadł w zasadzkę (zginęło 35 żydowskich żołnierzy). Konwój ten przeszedł do historii jako Konwój Trzydziestu Pięciu. We wszystkich tych walkach bardzo zasłużyli się żołnierze żydowskich kompanii szturmowych Palmach. Zrozumiałym więc było, że właśnie żołnierze Palmach stali się celem kolejnych arabskich ataków. W dniu 1 lutego 1948 roku przed budynkiem redakcji gazety The Palestine Post w Jerozolimie wysadzono ciężarówkę wyładowaną materiałami wybuchowymi. W sąsiednim budynku znajdował się hotel, w którym byli zakwaterowani żołnierze Palmach (zginęła 1 osoba, a 20 zostało rannych). Należy jednak zwrócić uwagę na fakt, że użyta w zamachu ciężarówka była wcześniej skradzionym pojazdem brytyjskiej policji, a sam zamach przeprowadziło dwóch dezerterów z brytyjskiej armii oraz Arab (wszystkim trzem udało się uciec – Brytyjczycy Eddie Brown i Peter Madison wzięli udział w kolejnych zamachach). Wskazuje to na fakt, że Arabowie zaczęli wykorzystywać kradzione brytyjskie pojazdy, brytyjskich żołnierzy oraz brytyjskich dezerterów, aby swobodnie przekraczać punkty kontrolne i przedostawać się do żydowskich dzielnic Jerozolimy.
Następnie Abd al-Kadir al-Husajni przystąpił do planowania nowego zamachu, który miał być przeprowadzony przy ulicy Ben Jehuda w Jerozolimie. Celem były hotele, służące żydowskim żołnierzom Palmach. Do przeprowadzenia zamachu wyznaczono sześciu dezerterów z brytyjskiej armii, którzy na tydzień przed planowanym atakiem odwiedzili ulicę Ben Jehuda, dokładnie zapoznając się z celem. W grupie tej znalazł się Eddie Brown (kapitan policji, który twierdził, że Irgun zabił jego brata) i Peter Madison (kapral brytyjskiej armii). Abd al-Husajni obiecał wszystkim uczestnikom wysokie wynagrodzenie za przeprowadzenie zamachu. Wielki mufti Jerozolimy Al-Hadżdż Muhammad Amin al-Husajni również poparł organizację zamachu, przekazując tysiąc funtów szterlingów na jego sfinansowanie.

## Przebieg zamachu

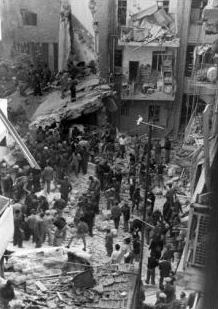
Zniszczenia po zamachu przy ulicy Ben Jehuda

Rankiem 22 lutego 1948 roku żołnierze Armii Świętej Wojny przygotowali we wsi Imwas konwój pojazdów. Były to trzy samochody ciężarowe wyładowane materiałami wybuchowymi, oraz samochód pancerny. Wszystkie pojazdy ukradziono wcześniej z magazynów British Army. Przewoziły one w sumie 3. tony materiałów wybuchowych. Urządzenie detonujące przygotował Fauzi al-Kawukdżi, który w nazistowskich Niemczech nauczył się konstruowania bomb. O godz. 6:15 rano, konwój zatrzymał się na punkcie kontrolnym przy wyjeździe ze wsi Imwas. Kierowca samochodu pancernego, pytany o cel podróży, odpowiedział, że eskortuje ciężarówki do brytyjskiej bazy wojskowej Mahane Allenby w dzielnicy Talpijjot w Jerozolimie. Kiedy żydowscy strażnicy poprosili go o umożliwienie im przeprowadzenia kontroli ciężarówek, kierowca krzyknął w języku hebrajskim: „Powiedziałem – wszystko jest w porządku! Jestem odpowiedzialny za konwój i nie pozwolę wam na kontrolę! Puszczaj żydowska szmato!” Strażnicy przepuścili konwój, zapisali jednak godzinę jego przejazdu oraz numer samochodu pancernego (579), aby zgłosić przełożonym niewłaściwe, obraźliwe zachowanie brytyjskiego kierowcy.
Konwój bez przeszkód wjechał do Jerozolimy i dotarł na skrzyżowanie ulicy Ben Jehuda z ulicą Ben Hillel. Kierowcy samochodów ciężarowych opuścili tutaj swoje pojazdy, i podbiegli do samochodu pancernego, którym uciekli z miejsca zamachu. Stróż nocny z sąsiedniego parkingu, usiłował ogłosić alarm, gdyż podejrzewał, że przygotowywany jest zamach bombowy. Wybiegł on na środek ulicy i usiłował krzykiem obudzić mieszkańców domów. O godz. 6:30 doszło do wybuchu. W wyniku potężnej eksplozji zniszczone zostały cztery budynki. Celem zamachu mieli być żołnierze Palmach śpiący w hotelach „Atlantic” i „Amdurski” – nie było ich jednak, gdyż dużo wcześniej wyjechali w eskorcie konwoju. W rezultacie, ofiarami zamachu stali się wyłącznie przypadkowi cywile. Pomimo wysiłków licznych osób, nie udało się wygrzebać spod ruin wszystkich zasypanych ludzi. Zginęło 58 osób, a 123 zostały ranne.

## Konsekwencja zamachu
Dowództwo żydowskiej Hagany opublikowało tego samego dnia komunikat: „Dzisiaj rano obcy tchórze w podły i brutalny sposób zamordowali kilkudziesięciu niewinnych ludzi na ulicach Jerozolimy” – ale równocześnie wezwało mieszkańców Jerozolimy do nie podejmowania „nieodpowiedzialnych działań”. Trudno jednak było zatrzymać rozbudzone emocje. Radykalny Irgun ogłosił: „Strzelaj do każdego brytyjskiego żołnierza lub policjanta znajdującego się w dzielnicy żydowskiej!” I rzeczywiście, bojownicy Irgunu wyszli na ulice miasta i w pobliżu budynków Agencji Żydowskiej zabili brytyjskiego oficera, sierżanta i dwóch kierowców. Natomiast bojownicy Lechi zabili 10 brytyjskich policjantów. Dalszą konsekwencją był przeprowadzony przez członków Lechi 29 lutego zamach na pociąg Kair-Hajfa. Bombę podłożono na linii kolejowej przy osadzie Rechowot. Normalnie na trasie z Kairu do Hajfy każdego dnia kursował ekspresowy pociąg pasażerski, jednak tego dnia dołączono do niego cztery wagony wojskowe. W zamachu zginęło 28 brytyjskich żołnierzy, a 35 osób zostało rannych.
Brytyjskie władze mandatowe były oburzone zamachem przy ulicy Ben Jehuda w Jerozolimie, i potępiły go. Rzecznik rządu powiedział, że brytyjskie siły bezpieczeństwa nie miały żadnego związku z zamachem. Podkreślił przy tym, że fakt, że ludzie, którzy przeprowadzili zamach, byli ubrani w mundury brytyjskiej armii, nie znaczy wiele, ponieważ taka metoda działania stała się akceptowaną metodą przez terrorystów. Pomimo to, wielu Żydów oskarżało Brytyjczyków o współudział w zamachu, a przywództwo społeczności żydowskiej w Mandacie Palestyny odmówiło korzystania z brytyjskiego sprzętu wojskowego przy prowadzeniu akcji ratunkowej po wybuchu. Aby uniknąć prowokacji, brytyjskie dowództwo nakazało tego samego dnia ewakuację wszystkich swoich oddziałów z żydowskich dzielnic Jerozolimy – wprowadzono także zakaz prowadzenia działań operacyjnych na obszarach żydowskich. Celem takich decyzji miało być uniknięcie podszywania się arabskich terrorystów pod brytyjskich żołnierzy, i tym samym umożliwienie Żydom lepszej ochrony własnych interesów na kontrolowanych przez siebie terenach. Nie przeszkodziło to jednak kolejnym atakom.
Do organizacji zamachu przyznał się Abd al-Kadir al-Husajni. Oświadczył on, że był to odwet za zamach Irgunu na targowisku w Ramli (z 18 lutego). Brytyjczycy podjęli jednak intensywne działania zmierzające w celu ujęcia osób odpowiedzialnych za zamach. Dwóch z nich otrzymało w Kairze swoje wynagrodzenie i wyjechało z Bliskiego Wschodu. Dwóch zginęło podczas demontażu bomby w pobliżu Nablusu. Dwóch ostatnich zostało aresztowanych przez Brytyjczyków, osądzonych i skazanych na 10 lat więzienia za dezercję i kradzież broni.